# 蓼江镇
蓼江镇，是中华人民共和国湖南省郴州市资兴市下辖的一个乡镇级行政单位。

## 行政区划
蓼江镇下辖以下地区：
蓼江社区、团结村社区、光珠山社区、秧田村、水口村、鲁塘村、牌楼下村、上村、大坪村、水东坪村、东塘村、陈家坪村、龙虎村、华荣铺村和蓼市村。